# Cypholobina
Sous-tribu
Synonymes
- Cypholobini G. Strohmeyer, 1928
- Polyhirmi Rousseau, 1905

Les Cypholobina sont une sous-tribu de coléoptères de la famille des Carabidae, de la sous-famille des Anthiinae et de la tribu des Anthiini.

## Liste des genres
- Atractonotus Perroud, 1846
- Cypholoba Chaudoir, 1850
- Eccoptoptera Chaudoir, 1878
- Gonogenia Chaudoir, 1844
- Netrodera Chaudoir, 1850